# Calide ibne Abedal Maleque Almaruarrudi
Calide ibne Abedal Maleque Almaruarrudi (Khālid ibn ʿAbd al‐Malik al‐Marwarrūdhī; em árabe: خالد بن عبدالملك) foi um escravo zanje que foi levado à Pérsia no século IX.[carece de fontes?]
Junto a Ali ibne Issa Alasturbali em 827, mediu na latitude 35 graus ao norte, no vale do Tigre, o comprimento de um arco meridiano e deste modo a circunferência da Terra, tendo o resultado de 40.248 km (ou, de acordo com outras fontes, 41.436 km). Os dois pesquisadores mediram na vara árabe, e determinaram as latitudes geográficas dos pontos finais que usaram a partir das altitudes estelares em um sistema de coordenadas horizontais celestial. Acredita-se que a vara árabe era de 49 1/3 cm. Deste modo, encontraram o comprimento do 1° do meridiano sendo de 111,8 km (115,1 km), o que difere do valor real por 850 metros.